# Scrophularia macrocarpa
Scrophularia macrocarpa är en flenörtsväxtart som beskrevs av Tsoong. Scrophularia macrocarpa ingår i släktet flenörter, och familjen flenörtsväxter. Inga underarter finns listade i Catalogue of Life.